# Arxiu de la Memòria Popular
L'Arxiu de la Memòria Popular és el centre de documentació dedicat a la recuperació de la memòria popular que va crear l'any 1998 l'Ajuntament de La Roca del Vallès (Vallès Oriental), juntament amb un Premi de Memorials Populars, amb la col·laboració d'un grup de veïns del municipi.

## Història
El 14 de febrer de 1998 es va presentar a La Roca del Vallès l'Arxiu de la Memòria Popular i la primera edició del Premi Romà Planas i Miró de memorials populars.

## Objectius
L'objectiu de l'Arxiu és la recuperació, la conservació i la catalogació de tota mena de documentació autobiogràfica, memòries, reculls de correspondència, testimonis, etc., en qualsevol suport (ja sigui paper, àudio o vídeo), que està a disposició de totes les persones que visitin l'Arxiu amb finalitat científica, educativa i divulgativa.
Amb el desenvolupament d'aquest projecte es pretén potenciar la recopilació dels testimonis dels directes protagonistes dels fets més importants de la història del nostre país, per poder fer una història paral·lela a la història oficial.

## Premi Romà Planas i Miró
El Premi Romà Planas i Miró és una convocatòria anual no literària que atorga l'Arxiu de la Memòria Popular, i que serveix per a promocionar l'Arxiu i adquirir documentació. Hi participen les obres de caràcter autobiogràfic que testimonien totalment o en part la vida de l'autor.
El Jurat que concedeix el premi està format per personalitats del món de la cultura, els mitjans de comunicació, la universitat, la recerca històrica, etc.; està presidit per Raimon Obiols, i abans ho havia estat per Ernest Lluch, fins al moment de la seva mort.
El lliurament del Premi a l'obra guanyadora es fa durant la Festa Major d'Hivern de La Roca del Vallès, a finals de novembre, i es presenta al públic l'11 de setembre de l'any següent, en ocasió de la Festa Major d'Estiu.

## Relació amb altres entitats
L'Arxiu de la Memòria Popular forma part de l'Associació Europea per a l'Autobiografia (APA) i de la RedAIEP (Red de Archivos e Investigadores de la Escritura Popular) i manté relacions de cooperació amb l'Archivio Diaristico Nazionale d'Itàlia, els Archives de le Vie Privée de Carouge (Suïssa), la Universitat d'Alcalá de Henares, etc.